# Karpatka (Karkonosze)
Karpatka (niem. Heidelberg, 727 m n.p.m.) – szczyt w Karkonoszach w obrębie Karkonoskiego Padołu Śródgórskiego.
Wzniesienie znajduje się we wschodniej części Karkonoskiego Padołu Śródgórskiego, w Karpaczu, pomiędzy jego centrum, Karpaczem Górnym a Płóczkami. Na zachodzie łączy się z Saneczkową. Od północy opływa je Dziki Potok, a od południa Łomnica.
Zbudowane jest z granitu karkonoskiego i zalesione. W XVII wieku poszukiwano tu złóż srebra. Na północnym zboczu znajdowały się trzy sztolnie, które były eksploatowane do 1720 roku.
Pod szczytem i na południowych zboczach znajdują się liczne skałki.